# Creu de Fartàritx

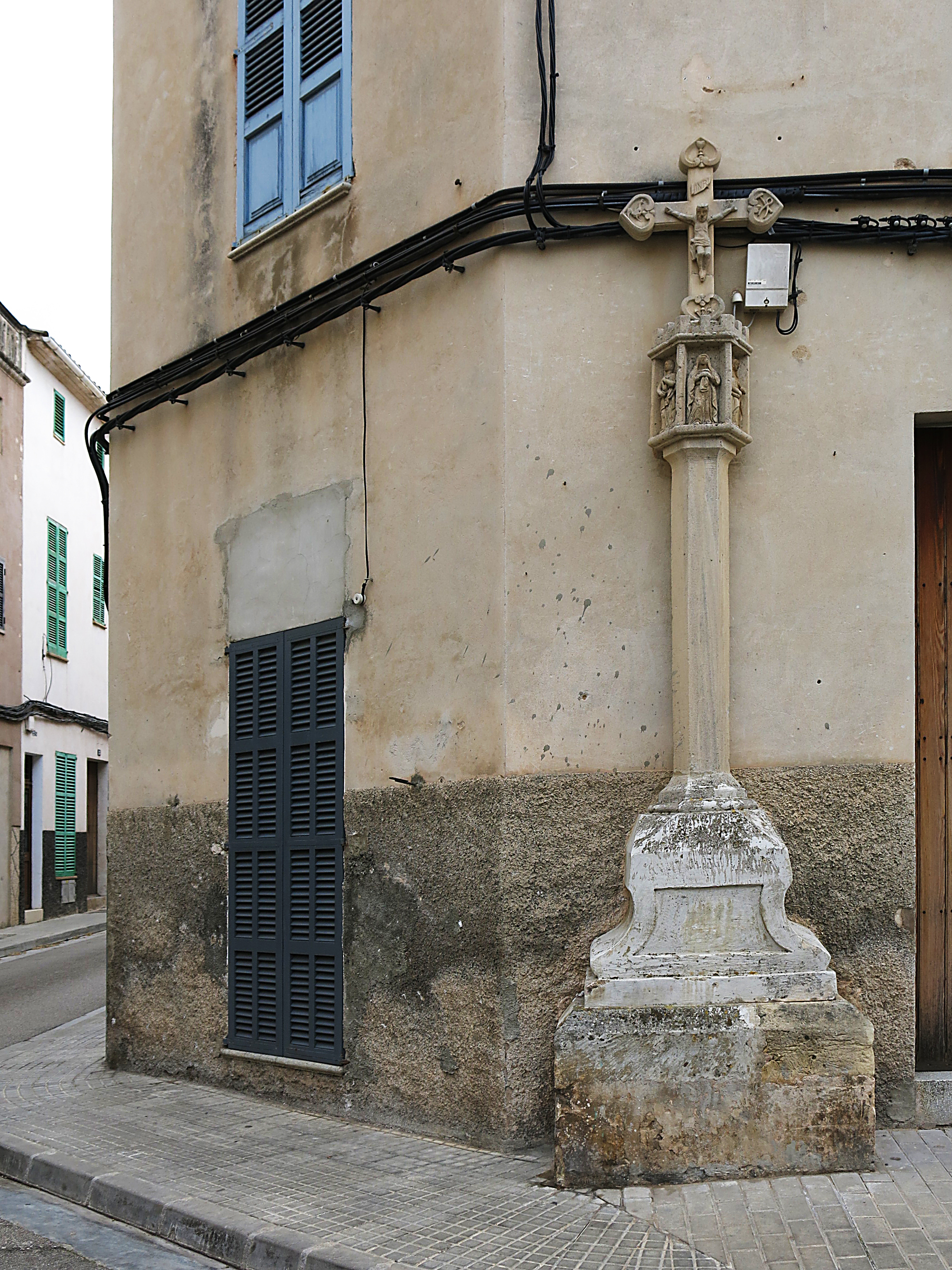
Creu de Fartàritx

La creu de Fartàritx és una creu de terme de la ciutat de Manacor. S'ubica en el cap de cantó entre els carrers d'en Colom i de la Creu, en el barri de Fartàritx.

## Història
Tot i que Bartomeu Ferrà argumenta que la primitiva estaria a una placeta propera a l'abeurador, la documentació afirma que a finals del segle XVI ja existia la creu de Fartàritx.
Al segon quart del segle XVII es té constància de la presència d'habitatges davant la Creu, al camí de Felanitx. Aquest era un brancal de la via provinent de la vila veïna el qual entrava a Manacor pel carrer de la Creu.
El monument es mantingué al seu emplaçament fins al 1840 quan fou traslladada a l'antic cementiri. L'any 1883 es col·locà l'actual, obra del mestre Joan Pocoví segons disseny de mossèn Antoni Maria Alcover i Sureda. El seu cost anà a càrrec de Pere Joan Galmés i Martí Fons.

## Tipologia i elements
La creu de Fartàritx té una base quadrada amb un pedestal a la part inferior. Té un capitell o tambor de secció octogonal amb tres figures (Sant Joan, la Verge i Maria Magdalena) i remat amb merlets. La creu és llatina de braços rectes amb terminacions en medallons en forma de cor. Al seu envers, Crist crucificat, i als medallons símbols de la passió: calze (dalt), gall (esquerre), martell i estenalles (dreta) i tres claus (abaix).